# Tôn Nữ Thu Hồng
Tôn Nữ Thu Hồng hay Thu Hồng (1922-1948), là nhà thơ Việt Nam thời tiền chiến.

## Cuộc đời
Tôn Nữ Thu Hồng, sinh ngày 19 tháng 7 năm 1922 tại Tourane (Đà Nẵng), nhưng quê quán gốc là làng Thần Phù, huyện Hương Thủy, tỉnh Thừa Thiên (nay là Thừa Thiên-Huế).
Bà thuộc dòng dõi Hoàng tộc nhà Nguyễn, trước học ở Tourane, sau vào học tại trường Đồng Khánh (Huế).
Năm 18 tuổi (1940), bà cho xuất bản tập thơ đầu tiên (và cũng là duy nhất): Sóng thơ. 
Tập thơ in đẹp (chưa rõ tên nhà xuất bản), có tựa của Đạm Phương nữ sĩ, và tranh vẽ bìa của nữ họa sĩ Mộng Hoa.
Năm 1941, bà và thơ của bà được Hoài Thanh-Hoài Chân giới thiệu trong quyển Thi nhân Việt Nam (xuất bản năm 1942).
1948, bà bị Việt Minh thủ tiêu khi chỉ mới 26 tuổi.
Năm 1968, bà lại được Nguyễn Tấn Long-Nguyễn Hữu Trọng giới thiệu trong bộ sách Việt Nam thi nhân tiền chiến (quyển trung), xuất bản tại Sài Gòn. 
Và theo sách này, thì nữ sĩ Tôn Nữ Thu Hồng đã chết trong một trường hợp bi đát vào năm 1948, khi mới 26 tuổi.

## Đóng góp cho thơ
Giới thiệu Tôn Nữ Thu Hồng, trong quyển Thi nhân Việt Nam có đoạn viết:
Người ta vẫn nói giọng Huế phải nghe từ miệng con gái Huế mới có duyên...Lần thứ nhất trên thi đàn ta được nghe giọng một người con gái Huế, mà lại là một người trong Hoàng tộc: Tôn nữ Thu Hồng.
Giá Thu Hồng chịu làm làm những câu trơn tru mà trống rỗng, chắc chẳng khó gì…Nhưng người có cái ý rất đáng quý là diễn đúng hình dáng riêng của hồn mình. Có thể vì thế mà giọng nói của người có vẻ ngọng nghịu rất ít có trong thơ ta....Thực ra, Thu Hồng cũng chỉ là trẻ con ở cái giọng, khi người ta muốn sống hoài trong thời thơ ấu…(vì) người thiếu nữ ấy đã biết tình yêu là "mầm chán nản" và người ước ao:
Mầm chán nản chớ len vào niên thiếu,
Chớ len vào sớm quá, tội em mà!
Em nghe như thời ấy vẫn còn xa,
Em chầm chậm để mong còn xa mãi,
Hãy là hoa, xin hãy khoan là trái,
Hòa nồng hương mà trái lắm khi chua.
Ta tưởng nghe những lời của Xuân Diệu...Xem Thu Hồng, tôi còn nghĩ đến vài người nữa, nhất là Nam Trân. Thu Hồng đã học được của Nam Trân cái lối ghi chép những hình sắc xứ Huế:
Đêm. Trăng rạng rỡ soi
Thuyền ai thong thả trôi
Đàn hát chảy theo nước,
Không gian bỗng nô cười!...

## Thơ Thu Hồng
| Tơ lòng với đẹp Kìa trăng vỡ trong hồ khi nước động, Sóng lao xao lấp loáng, ánh xa ngời. Và búp hoa nghểnh dậy đón hương trời, Cây tuôn bóng, lửng lơ, đò chẳng lướt! Cảnh đẹp cứ dàn thêm bước bước, Lời ngợi khen mỗi phút lại thay thay. Tơ lòng với đẹp đêm nay Rộn ràng thổn thức vì say nhiệm màu. (Sóng thơ) Mảnh hồn thơ (trích) Em muốn thơ em hoàn toàn vui, Đừng sầu lá rụng, khóc hoa rơi, Đừng than thở, tiếc ngày qua chóng. Ước nguyện đành không đạt nguyện rồi! ... (Sóng thơ) | Lịch Lịch trên tường mỗi ban mai tay xé, Xé dần, đem vứt xuống giỏ mây đan. Phải đây là xác chết của thời gian? Mỗi tờ xuống, một ngày đi biệt tích? Tay ngần ngại cũng thôi đành vô ích, Vì hôm nay không dính dáng ngày mai. Lúc bình minh trong sương sớm chưa phai Là giấy biết thân mình không thể gắng Người đâu khác dẫu trăm ngàn cay đắng, Vói tay dài mong níu lại ngày đi Ý điên rồ người đeo đuổi làm chi, Tờ mỏng quá, khác đâu ngày qua chóng! Tình lưu luyến khiến âu sầu phấp phỏng Lịch cùng ta nào có khác chi nhau? Lịch hàng năm đem thay đổi một màu Người một tuổi chớ mơ mòng lui lại Lịch còn mãi, đời đâu dài được mãi? Tờ rã tan ra tro bụi chôn vùi... ... (báo Thanh Niên, số ra ngày 15 tháng 6 năm 1944) |

Giới thiệu bài Lịch, tác giả bộ sách Việt Nam thi nhân tiền chiến, viết thêm rằng: Sau những vần thơ ngây thơ, trong trắng...của Thu Hồng, bài "Lịch" cho thấy nữ sĩ (lúc ấy chỉ ngoài 20 tuổi) đã bắt đầu nhận thức được cái kiếp ngắn ngủi và buồn tẻ của con người...